# 伊藤沙月
伊藤 沙月（いとう さつき、1991年6月21日 - ）は、日本の女子プロボクサーである。志成ボクシングジム所属。宮崎県延岡市出身。拓殖大学卒業。自衛隊体育学校に所属した元自衛官（2等陸曹）。

## 経歴

### アマチュア時代
中学時代はバスケットボール部に所属していた。父親が格闘技好きでよく見ていた影響で格闘技に興味を持つも、自分でやるとは思っていなかったが、日章学園高校進学後にボクシング部の監督に勧誘されてボクシングを始めた。わずか1年で全日本女子選手権大会ライトフライ級B優勝を果たした。2010年の全日本女子選手権にもフライ級で出場するが、準決勝で後のWBO・IBF女子世界アトム級王者岩川美花に敗れる（この大会は岩川が優勝）。
拓殖大学への進学後もボクシングを続け、ロンドン五輪強化選手に選ばれた。
2013年4月2日、後楽園ホールで行われた女子ボクシング チャレンジマッチにて後のOPBF女子東洋太平洋ミニマム級王者である千本瑞規に判定勝利。
2015年4月に自衛隊に入隊し、自衛官アスリートを育成する機関である自衛隊体育学校に入校した。同時に入校した小村つばさと共に、同学校の女子ボクシング選手の一期生となった。2015年12月、第14回全日本女子選手権大会バンタム級に出場し3位となった。翌2016年の第15回大会では準優勝したが、これがアマチュア最後の試合となった。
2018年3月末で自衛隊を退官しボクシングも引退した。退官後は外資系の保険会社に1年間就職。2019年から大学時代に通っていたトレーニングジムでパーソナルトレーナーを務める。

### プロ時代
2021年8月、プロボクサーを目指すため志成ジムに入門、11月6日にB級プロテストを受験し、9日に合格が発表された。
2022年7月13日に大田区総合体育館にてWBO世界スーパーフライ級タイトルマッチ、井岡一翔 VS ドニー・ニエテス戦の前座にてサオワラック・ラリーペンシー（ タイ）とのバンタム級6回戦でプロデビュー。約5年半ぶりの実戦だったが、3-0判定で勝利。
2022年12月31日、大田区総合体育館にてWBO・WBA世界スーパーフライ級王座統一戦、井岡 VS ジョシュア・フランコ戦の前座にて、バンタム級からスーパーフライ級に1階級下げてワッサナ・カームデー（ タイ）と対戦。4回にダウンを奪い、レフェリーストップでプロ初のKO勝利。

## 人物
アマチュア時代からメディアに「美人すぎるボクサー」と紹介され、多く取り上げられた。好川菜々・藤満霞とともに「アマチュアボクシング界の三大ビジュアルクイーン」と呼ばれたが、他2人はともに2013年にプロ転向した。目標として総合格闘家であり女優としても活躍するジーナ・カラーノを挙げていた。
高校の1年先輩に2010年に黒木優子戦でプロデビューしたリンクス中原がいる。

## 戦績
- プロボクシング：2戦 2勝 1KO

| 戦           | 日付           | 勝敗 | 時間 | 内容 | 対戦相手                     | 国籍 | 備考           |
| ------------ | -------------- | ---- | ---- | ---- | ---------------------------- | ---- | -------------- |
| 1            | 2022年7月13日  | ☆    | 6R   | 判定 | サオワラック・ラリーペンシー | タイ | プロデビュー戦 |
| 2            | 2022年12月31日 | ☆    | 4R   | TKO  | ワッサナ・カームデー         | タイ |                |
| テンプレート |                |      |      |      |                              |      |                |

## タイトル
アマチュアボクシング
- 第7回全日本女子選手権大会ライトフライ級B優勝

## 出演

### CM
- ハークスレイ「ほっかほっか亭」（2012年）
- 阿須里家シリーズ（2013年）
  - コナミ「実況パワフルプロ野球2013」
  - アートネイチャー「LABOMO」

### テレビ
- 最強スポーツ統一戦〜禁断のコロシアム〜（フジテレビ系、2018年12月30日放送）
- 裸のアスリートⅡ（BS-TBS、2022年7月31日放送）